# ビースト・ボーイ
ビースト・ボーイ (英語: Beast Boy) は、DCコミックスのスーパーヒーローのキャラクターである。本名はガーフィールド・ローガン (Garfield Logan)。いろいろな動物に変身する能力を持っている。ドゥーム・パトロールのメンバーで初めて登場したがティーン・タイタンズに加入した後、そちらにもっと有名である。

## 担当声優

### TVアニメ
- ティーン・タイタンズ - グレッグ・サイプス/宮田幸季
  - ティーン・タイタンズGO!
  - DCスーパーヒーロー・ガールズ - 代永翼
- ヤング・ジャスティス - ローガン・グローブ